# 이슬람에서의 엘지비티
레즈비언, 게이, 양성애자, 그리고 성전환자에 대한 태도와 이슬람 세계에서의 그들의 경험은 그것의 종교적, 법적, 사회적, 정치적, 그리고 문화적 역사에 의해 영향을 받아왔다.
코란은 신의 분노에 의해 파괴된 "롯의 사람들"이라는 이야기를 설명하는데 왜냐하면 그 남자들이 그들 자신들 사이에서 황홀한 육체적 행위에 빠지기 때문이다. 코란에서, 동성애는 사형에 처해질 수 있다는 것은 절대로 언급되어있지 않고, 동성애적 행위를 절대로 이슬람 예언자 무함마드가 금지하지 않았다고 현대 역사가는 결론내리는데, 비록 그의 동시대인을 따라서 그들을 향해서 그가 경멸을 공유하지만 말이다. 하지만, "코란과 하디스는 동성애 행위를 강하게 비난하는데", 남자 동성간의 성교에 관련해온 적극적이고 수동적인 두 사람 모두에 대해 이슬람 사형을 내린다.
1세기와 초기 이슬람 역사의 전반부(공통력 7세기) 동안의 이슬람 사회에서 동성애 관습의 증거가 거의 없는데, 비록 남성 동성애 관계는 알려지고 차별받았지만, 아라비아에서 제재되지 않았다. 8세기부터 현대까지 이슬람 세계의 중심 언어로 쓰여진 시와 다른 문학 장르에서 동성애적인 그리고 남성 어른과 아이 사이의 사랑에 관한 주제들이 전개되었다. 고전적인 이슬람 글에서 발견된 동성애라는 개념은 성적인 선호에 대한 현대적 이해보다는 차라리 그리스-로마 고전주의의 전통을 닮아있다.
동성애적 행위는 전통적인 이슬람 법에서 금지되고 채찍질, 돌팔매질 그리고 사형을 포함하여, 다양한 처벌에 종속되는데, 상황과 율법의 종파에 따라서 말이다. 그러나, 전근대적 이슬람 사회에서 동성애 관계는 대체적으로 용인되었고, 강간의 혹은 다른 "공공의 윤리에의 예외적으로 명백한 위반"의 경우에 주로, 이 법이 간혹 적용되었다고 역사적 기록은 나타낸다. 살라피즘과 와하비즘 같은 이슬람 원리주의 운동의 세계적 전파를 통해 19세기부터 시작한 두드러진 부정적 변화를 이슬람 세계의 동성애를 향한 공공의 태도는 겪었는데, 그 시기에 유럽에 팽배했던 성관념의 그리고 규제적인 관습의 영향을통해서 그런 변화를 겪었다: 유럽 식민통치 아래서 강제된 동성애 행위에 대한 범죄로서의 처벌을 많은 이슬람인-다수의 국가가 시행해왔다.
최근에, 대부분의 이슬람 세계에서, 사회적이고 동시에 법적으로,  성소수자에 반하는 극단적 편견, 차별, 그리고 폭력이 계속되는데, 계속 더 보수화하는 태도에 그리고 이슬람주의 운동에 의해 악화된다. 아프가니스탄, 브루나이, 이란, 마우리타니아, 북나이지리아, 사우디 아라비아, 남소말리아, 아랍에미리트, 그리고 예멘은 동성 성행위에 대한 사형을 집행하는 법을 가지고 있고 성소수자를 처형해왔다. 알제리, 방글라데시, 차드 말레이시아, 몰디브, 모로코, 파키스탄, 카타르, 소말리아, 그리고, 시리아 같은 다른 나라에서, 그것은 불법이고, 처벌이 될 수도 있다. 동성 성교는 알바니아, 아제르바이잔, 바레인, 보스니아와 헤르체고비나, 부르키나 파소, 드지부티, 기니아-비소, 이라크 (합법), 요르단, 카자흐스탄, 코소보, 키르기즈스탄, 레바논, 말리, 나이지리아, 타지키스탄, 터키, 인도네시아, 웨스트 뱅크 (팔레스타인의 주), 그리고 북사이프러스에서 합법이다. 여성간의 동성 관계는 쿠웨이트, 투르크메니스탄, 가자 지구 (팔레스타인의 주), 그리고 우즈베키스탄에서 합법이지만, 남성간의 동성애 행위는 불법이다.
대부분의 이슬람-다수의 국가와 이슬람협력기구는 유엔인권위원회의 총회에서, 유엔에서 엘지비티의 권리를 증진시키는 움직임에 반대해왔다. 2008년에, 대부분이 이슬람 과반을 가진, 57개의 유엔 가입국이 유엔 총회에서 엘지비티 권리에 반대하는 발언을 공동지지했다.2016년 5월에, 2016 에이즈 종식을 위한 지도층 모임에 참석하는 것으로부터 11개의 게이와 트랜스젠더 기구들을 51개의 이슬람 과반 국가가 모인 단체가 막았다. 하지만, 알바니아, 시에라 리온 그리고 보스니아 그리고 헤그체고비나는 엘지비티 권리를 지지하는 유엔 선언에 서명했다. 알바니아, 보스니아 그리고 헤르체고비나, 코소보, 그리고 북사이프러스에서 엘지비티 차별금지법이 발효되었다. 알바니아는 [성적 지향] 전환 치료를 금지했다. 2018년에, 법적으로 트랜스젠더에 대해 동등한 권리를 부여하는 그리고 그들의 권리를 보호하는 트랜스젠더인(권리보호)법을 파키스탄은 통과시켰다. 국가의 트랜스젠더들을 법적으로 인정하는 것을 그 법은 목표로 삼았고, 남자, 여자, 양성, 혹은 무성으로 트랜스젠더들이 정체성을 가지도록 허용된다. 엘지비티 권리를 지지하는 '엘지비티 이슬람'을 위한 많은 단체도, 그리고 전환 치료를 시도하는 다른 단체도 있다.

## 성서와 이슬람 율법

### 코란에서

#### 롯에의 전달자

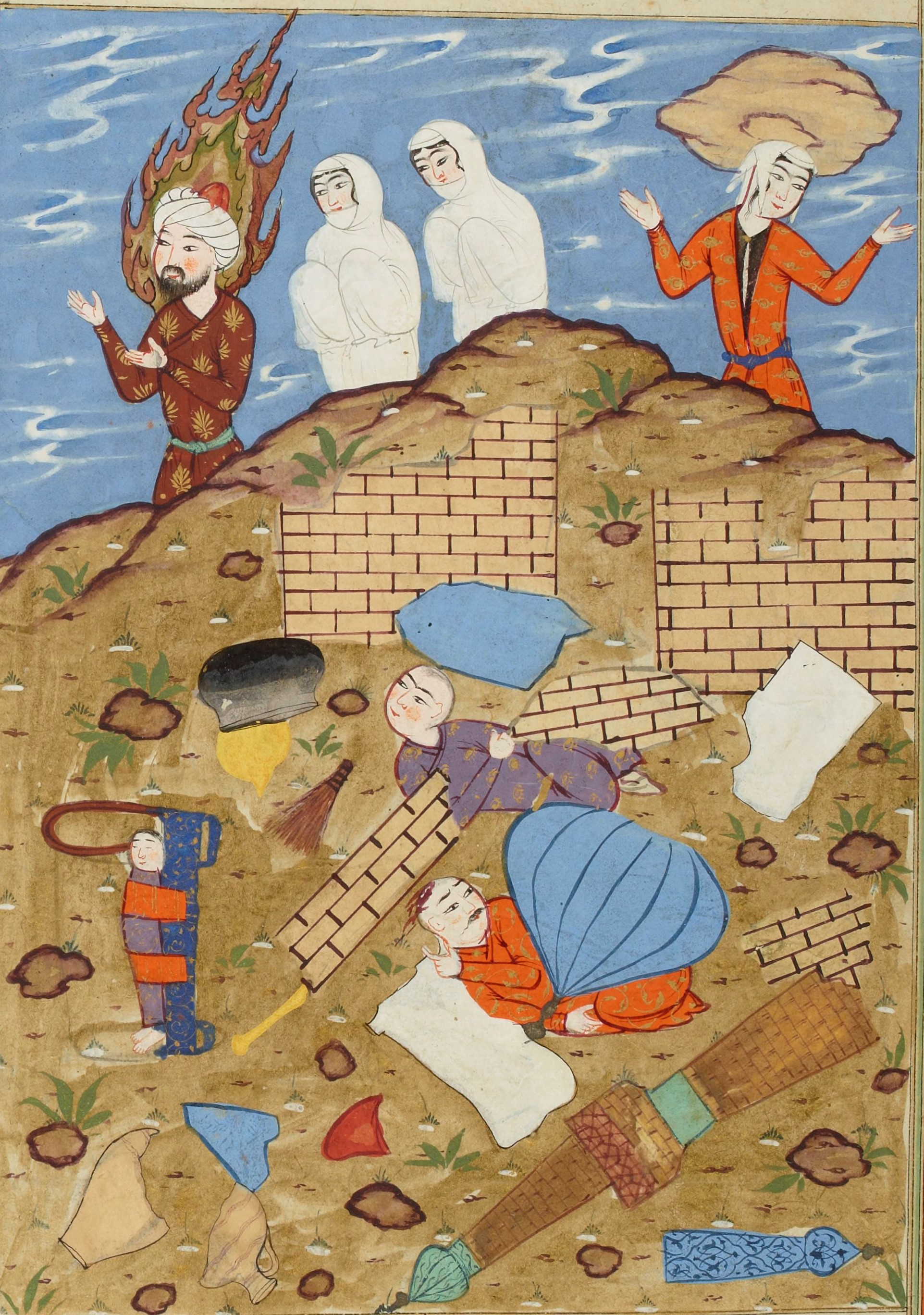
Lut fleeing the city with his daughters; his wife is killed by a rock. Persian miniature (16th century), National Library of France, Paris.

코란은 동성애 행위에 많은 환상을 포함하는데, 그것은 수세기에 걸쳐 상당한 해석적이고 법적인 언급을 불러왔다. 그 주제는 소돔과 고모라의 이야기(6개의 연)에서 가장 명확히 말해지는데 예언자 롯(혹은 룻)에게 하느님에 의해 보내진 (남자로 보이는) 전달자와 성교를 가지기를 도시의 남자들이 요구한 후에 말이다. 창세기에서 드러난 것과 코란의 묘사는 대부분 일치한다. 남자들이 “그의 요구로 그의 손님들에게 성교를 요청했다”(코란 54:37)고 코란이 말하는 하나의 문단에서, 조세프의 시도된 유혹을 묘사하는데 쓰인 표현과 동등한 표현을 쓰고 있고, 많은 문단에서 여성(혹은 부인) 대신에 남자에게 “희열과 함께 사정(射精)하는 것”으로 그들은 고발된다. 이런 외설스러움 혹은 파히샤 같은 코란의 단어는 세계사에서 전례없다:
그리고 롯이 그의 사람들 중 남자들을 꾸짖었을 때를 기억하라, 다음과 같이 말하는데, “어떤 남자도 이제까지 한 적 없는 부끄러운 짓을 너희들이 저지르느냐?
여자 대신에 남자 뒤에서 너희는 황홀해한다! 너희는 확실히 범법자들이다.” 하지만 그의 사람들의 유일한 답변은 다음과 같이 말하는 것이었다, “너의 땅에서 그들을 추방하라! 그들은 순결하게 남아있기를 원하는 사람들이다!” 그래서 죽을 운명의 사람이었던, 그의 아내를 제외하고 그와 그의 가족을 우리는 구했다. 황이 섞인 비를 그들 위로 우리는 퍼부었다. 사악한 사람들의 마지막이 무엇인지를 보아라!
---슈라 알-아라프 7:80-84
“룻의 사람들의 종말”은 그들의 성적인 관습과 명백하게 관련된다고 생각된다. 나중에 지속되었던 것에 대해 기록자들이 그들 자신의 시각을 내놓으려고 시도했을 때 해석적 문자가 이 글로 발전했다; 코란 글귀에 의해 언급되는 “외설성”은 남자들 간에 시도되는 구강항문성교(특히 항문 성교)라는 해석들 사이의 대체적 일치가 존재했다. 일부의 이슬람 학계는 이 해석에 반대하는데, “룻의 사람들”이 파괴되었다고 주장하며 동성애에의 참여 때문이 아니라, 다음을 포함했던 악행 때문에 그러한데 하나의 하느님을 섬기길 거부하는 것을, 예언자와 전달자의 권위를 오인하고 존중하지 않는 것을, 그리고 여행객을 강간하려고 시도하는 것을 포함하는데, 비록 룻의 보호와 환대 아래에 여행객이 있었다는 사실에도 불구하고 말이다.:194–195
“룻의 사람들”의 죄는 순차적으로 속담이 되었고 리왓과 같은 남자 간의 항문성교의 행위이 대한 그리고 그런 행위를 하는 사람에 대한 아랍의 단어는 모두 그의 이름에서 유래하는데, 비록 룻이 성교를 요구하는 사람이 아니었는데도 불구하고 말이다.
몇몇 학자(서구와 이슬람 모두)는 다음과 같이 주장하는데 코란의 롯 이야기의 과정에서, 현대적 감각의 동성애는 표현되지 않지만 “룻의 사람들”의 종말은 고대의 환대법을 파괴하는 것의 그리고 성폭력을, 이 경우에 남자들의 시도되는 강간의 결과였다고 주장한다.

## 이슬람 세계에서의 동성애 역사
“동성간의 성적인 끌림 그리고 성적 행위 둘모두”를 이슬람의 사회가 인식해왔다. 그러나, 그들에 대한 그들의 태도는 자주 모순되어왔다: 동성애 행위에 반대하는 “심각한 종교적이고 법적인 규제” 그리고 동시에 성적인 끌림에 대한 “축하하는 표현. 한 남자에서 다른 사람으로 동성간의 사랑은 시의 혹은 예술적 감탄의 형태로 개념화되었다. 따라서, 동성애적 용어에 대한 용인하는 어휘를 아랍 언어는 가지고 있었는데, 그저 남자 매춘의 형태를 묘사하는 다수의 단어로 말이다. 성행위를 당하는 사람을 정체화하는 아랍어, 페르시아어, 그리고 터키어 안에서의 약 20개의 단어를 슈미트(1992)는 발견한다.:30–32 다른 관련된 아랍어 단어는 무크한나툰, 마분, 하라키, 박흐하를 포함한다.

### 전근대기
이슬람력 150년 동안 이슬람 사회에 동성애 관습에 대한 증거가 거의 없다.